# Луиджи Ванвители
Луѝджи Ванвитѐли (на италиански: Luigi Vanvitelli, [luˈiːdʒi vaɱviˈtɛlli]) е италиански архитект.
Роден е на 12 май 1700 година в Неапол в семейството на нидерландския художник Каспар ван Вител. Учи архитектура в Рим при Никола Салви и в началото на 30-те години започва да получава самостоятелни поръчки от папата. Работи в сдържан къснобароков стил, разглеждан като предвестник на неокласицизма. Най-важната му работа е Кралският дворец в Казерта, нова главна резиденция и административен комплекс за кралете на Неаполитанското кралство.
Луиджи Ванвители умира на 1 март 1773 година в Казерта.
- Климентовата арка в Анкона
- „Вила Камполието“ в Ерколано
- Главната фасада на Кралския дворец в Казерта
- Акведуктът на Ванвители в Казерта